# Universal Mobile Telecommunications System
UMTS és l'acrònim de Universal Mobile Telecomunication System o en català, Sistema Universal de Telecomunicacions Mòbils. Forma part de la família global IMT-2000 del sistema de comunicacions mòbils de tercera generació de la UIT (Unió Internacional de Telecomunicacions). És la successora del sistema GSM i també es coneix amb el nom de W-CDMA. Tot i ser un sistema dissenyat per dispositius mòbils també pot ésser utilitzat per altres. Les seves tres característiques principals són les funcions multimèdia, velocitat d'accés a Internet elevada i una qualitat de veu comparable a la de les xarxes físiques.

## Història
La primera generació (1G) va aparèixer a Europa l'any 1985 com a adaptació del sistema AMPS (American Mobile Phone System) als requisits de les xarxes europees. El van anomenar TACS (Total Acces Communications System) i engloba totes les comunicacions mòbils analògiques. Només pot transmetre àudio i actualment és una tecnologia obsoleta. La segona generació (2G) es va iniciar amb la introducció del sistema GSM que permetia a més d'àudio, dades a una velocitat de 9,6Kb/s. El fet de poder transmetre dades va ser el que va donar lloc al servei de missatgeria (SMS).
El 2001 va aparèixer el que van anomenar la segona generació i mitja (2,5G). Aquesta generació englobava tots aquells sistemes que permetien una transmissió de dades més ràpida i eficient. El sistema més conegut és el GPRS (General Packet Radio System) capaç de coexistir amb GSM i amb una velocitat màxima assolible de 171,2Kb/s, tot i que mai s'arriba a utilitzar aquestes velocitats.
Per acabar van néixer les Tecnologies de tercera generació (3G) que s'engloben dins del IMT-2000 de la ITU. Els serveis que ofereixen aquestes tecnologies són l'accés a Internet, serveis de banda ampla, roaming internacional i interoperativitat. Poden arribar a una velocitat de transmissió de dades de fins a 2Mb/s. UMTS pertany a aquesta generació.

## Característiques
UMTS ha estat desenvolupat per 3GPP (3rd Generation Partnership Project) en el que col·laboren en els organismes ETS (Europa), ARIB/TTC (Japó), ANSI T-1 (EUA), TTA (Corea) i CWTS (Xina). 3GPP ha anat introduint anualment UMTS per fases i versions amb l'objectiu d'aconseguir una adaptació global.
Proporciona serveis d'ús fàcil i adaptable per proporcionar les necessitats i preferències dels usuaris. Compta també amb una extensa gamma de terminals per disposar d'un accés als diferents serveis a baix cost per assegurar d'aquesta manera un mercat massiu i global.
Possibilita també els serveis multimèdia d'alta qualitat en àrees on manca aquesta possibilitat amb xarxa física com les zones de difícil accés.
Suporta altes velocitats de transmissió de dades en moltes situacions, espais oberts, interiors d'edificis.
Fa un ús total del Protocol (IP) la qual cosa permet, juntament amb la velocitat, la prestació de serveis multimèdia interactius i noves aplicacions de banda ampla com videotelefonia i videoconferència

## Arquitectura
L'estructura de les xarxes UMTS està composta per dos grans subxarxes: la xarxa de telecomunicacions, responsable de sustentar la transmissió de la informació entre els extrems de la connexió i la xarxa de gestió, que té per missió preveure els mitjans de facturació i tarifació dels abonats a administrar els registres i definicions dels perfils del servei, controlar la gestió i la seguretat en l'ús de les dades, així com l'operació dels elements de la xarxa amb l'objectiu d'assegurar el seu correcte funcionament, també ha de controlar la detecció i resolució d'anomalies o avaries i la recuperació d'elements perduts a causa d'una desconnexió.

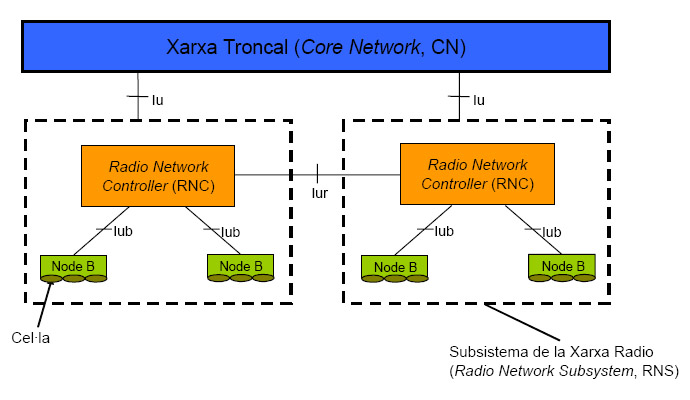
Xarxa Troncal UMTS

UMTS utilitza una comunicació terrestre basada en una interfície de ràdio W-CDMA, coneguda per UTRA (UMTS Terrestrial Radio Acces), i suporta tan TDD (divisió de temps dúplex) com FDD (divisió de freqüència dúplex). Ambdós models ofereixen taxes de transmissió d'informació de fins a 2Mbps.
Una xarxa UMTS està composta pels següents elements bàsics:
- La xarxa troncal(Core Network). La xarxa troncal incorpora: funcions de transport, que suporten el transport de la informació de trànsit i senyalització, i la commutació; i les funcions d'intel·ligència, on hi resideix l'encaminament, que compren prestacions com la lògica i el control de certs serveis que s'ofereixen a través d'una sèrie d'interfícies ben definides. Mitjançant la xarxa troncal UMTS es connecta amb altres xarxes de telecomunicació, de manera que es garanteix la comunicació entre els usuaris mòbils de UMTS i els que es troben connectats a altres xarxes. UMTS es recolza en la norma bàsica de la xarxa GSM / EDGE. Això permet una migració senzilla per als operadors GSM existents. No obstant això, l'adaptació a UMTS segueix sent costosa: mentre que gran part de la infraestructura bàsica és compartida amb el GSM, el cost de l'obtenció de noves llicències d'espectre i superposició d'UMTS en les torres existents és força alt.

- Xarxa d'accés radio UMTS (UTRAN). Ha estat desenvolupada per obtenir altes velocitats de transmissió. S'encarrega de proporcionar la connexió entre els terminals mòbils i la xarxa troncal(CoreNetwork). Així doncs, una sèrie de subsistemes de xarxes de ràdio (RNS) formen la UTRAN. Un RNS és el responsable dels recursos i de la transmissió/recepció en un conjunt de cel·les i està compost per un RNC (Controlador de la xarxa de radi, responsable de tot el control dels recursos lògics d'una estació base transmissora) i uns nodes B (elements de la xarxa que corresponen a les estacions base).

- UE (User Equipment). Està format pel terminal mòbil i el seu mòdul d'identitat de serveis d'usuari equivalent a la targeta SIM del telèfon mòbil. És la interfície RAN que es compon principalment dels protocols Radio Resource Control, Radio Link Control i Medi Access Control.

També formen part d'aquesta estructura les xarxes de transmissió utilitzades per enllaçar els diferents elements que la integren com els protocols UU i IU.

## Serveis UMTS
- Universalitat. Es basa en:

1. Qualsevol entitat o organització pot proporcionar serveis o aplicacions.
2. L'usuari ha de tenir la mateixa percepció dels serveis rebuts amb independència del terminal i del lloc on es trobi.

- Únicament s'especifiquen els mecanismes bàsics per construir serveis. La definició dels mateixos queda sota el control del mercat (market driven).
- Apareixen les figures de Proveïdor/Operador de Serveis sobre xarxes UMTS d'altres operadors.
- Es desenvolupen llenguatges específics API (Application Program Interfaces) per a la implantació d'aplicacions en xarxes, amb independència dels detalls d'operació d'aquestes.
- Un altre concepte important és el VHE (Virtual Home Environment) que permet a un usuari conservar el seu perfil de serveis, l'edició dels mateixos i la interfície d'accés, amb independència de la xarxa utilitzada.
- Missatgeria multimèdia.
- Internet i Intranet mòbils.
- Videotelefonia.
- Vídeo i àudio sota demanda.

## Qualitat de Servei (QoS) en UMTS
Els serveis de la xarxa són considerats serveis d'extrem a extrem (end-to-end), és a dir que va des d'un equip terminal a un altre. Aquest servei pot tenir una certa qualitat de servei, que es proporciona per a l'usuari d'un servei de xarxa. D'aquesta forma, és l'usuari qui decideix si està satisfet en la qualitat de servei proporcionada.
Tot i així, la qualitat del servei en UMTS es divideix en quatre característiques:
- Tecnologia: retard, cabdal, amplada de banda, taxa d'errors, disponibilitat.
- Percepció de l'usuari: prioritats, qualitat subjectiva d'imatges, àudio i vídeo, confidencialitat, cost.
- Gestió estàtica dels recursos: normalització del QoS, control d'admissió, reserva de recursos, negociació dels recursos en un entorn canviant.
- Gestió dinàmica dels recursos: monitoratge de la comunicació, seguiment dels paràmetres d'accés al sistema, negociació dels valors dels paràmetres, sincronització entre serveis simultanis.

Per dur a terme, a una determinada xarxa, un servei de qualitat de servei amb les característiques clarament definides i la funcionalitat s'establirà des de l'origen fins a la destinació d'un servei.
El servei portador ha d'incloure tots els aspectes que permetin la prestació de qualitat de servei contractada. Aquests aspectes es divideixen entre quatre classes de QoS diferents:
- Conversacional
- Afluent
- Interactiva
- Diferida

| Tipus de classe | Transferència                       | Característiques | Exemple de l'aplicació                                                                            |
| --------------- | ----------------------------------- | --- | ------------------------------------------------------------------------------------------------- |
| Conversacional  | Temps Real                          | Preservar la relació de temps entre les entitats d'informació de la transmissió. Limitació del retard màxim. Temps de transferència reduït. Commutació de circuits. | Conversa de veu, veu sobre IP, videotelefonia, SIP.                                               |
| Afluent         | Temps Real                          | Preservar la relació de temps entre les entitats d'informació de la transmissió. Visualització o escolta de les dades simultànies a la descàrrega.                  | Vídeo sota demanda i difusió web.                                                                 |
| Interactiva     | Decisió del sistema (no temps real) | Sol·licitud del patró de resposta. Manteniment del contingut de la càrrega útil (taxa d'errors baixa).                                                              | Navegació web, obtenció de dades d'un servidor. Serveis de localització (A-GPS). Videojocs.       |
| Diferida        | Decisió del sistema (no temps real) | La destinació no està a l'espera de les dades en un termini determinat. Manteniment el contingut de la càrrega útil (taxa d'errors baixa).                          | Missatges curts, missatges de correu electrònic, descàrrega d'informació des d'una base de dades. |

## Repercussió a la societat
Un cop implementat el sistema UMTS, el concepte de telèfon mòbil ha canviat completament, passant de ser un simple instrument de comunicació a un terminal multimèdia amb múltiples capacitats per a la comunicació i l'oci, gràcies a la gran oferta de serveis existent i que creix dia a dia, tals com Internet, la transferència i reproducció d'àudio i vídeo, videoconferències i molts altres.
Per a zones on no hi arriba la telefonia fixa o hi arriba molt deficientment com l'extraradi de les ciutats, pobles allunyats de nuclis, o països en vies de desenvolupament, UMTS possibilita portar serveis de telecomunicacions avançats a totes aquelles persones que es troben en aquestes zones amb poca cobertura per a les telecomunicacions.

## UMTS a l'Estat Espanyol
Europa va ser pionera en el naixement del 3G gràcies a programes d'investigació com RACE, ACTS i IST, iniciat la passada dècada, i més tard altres programes com ETSI. Des de l'any 1998 està en desenvolupament tot cooperant amb organitzacions d'estandardització de la 3GPP.
Espanya, dins del marc europeu, fou un dels països pioners en la tecnologia UMTS, i per estrany que sembli, va ser un dels primers a llançar serveis, per davant d'Alemanya i el Regne Unit.
A Espanya, el 13 de març del 2000 el ministeri de foment va adjudicar les quatre llicències UMTS disponibles als següents teleoperadors: Movistar (Telefònica mòbils), Vodafone (antigament Airtel), Orange (Amena antigament) i al consorci Xfera, més conegut per Yoigo.